# Seán Dublin Bay Rockall Loftus
Seán Dublin Bay Rockall Loftus (Geburtsname: Seán Loftus) (* 1. November 1927 in Dublin; † 10. Juli 2010 ebenda) war ein irischer Umweltaktivist, Politiker und von 1995 bis 1996 Oberbürgermeister von Dublin (Lord Mayor of Dublin).

## Biografie
Nach dem Besuch des Coláiste Mhuire, eines Lehrerseminars, studierte er Rechtswissenschaft am University College Dublin und war nach seiner Zulassung durch das King’s Inns als Rechtsanwalt (Barrister) tätig und spezialisierte sich dabei insbesondere auf Stadtplanungsrecht. Später war er darüber hinaus auch Lecturer für Rechtswissenschaften am Dublin Institute of Technology.
1961 war er Gründer des Christian Democrat Movement of Ireland und kandidierte bei den Unterhauswahlen im selben Jahr zum ersten Mal im Wahlkreis Dublin North East, allerdings ohne Erfolg.
Nach seinem Einsatz als Umweltaktivist zum Erhalt der Dublin Bay änderte er seinen Namen in Seán Dublin Bay Rockall Loftus. Dabei setzte er sich gegen Erdölraffinerien, unterirdische Erdgas-Kavernen und andere Einflüsse auf die Bucht ein. In den 1970er Jahren setzte er sich auch für den Erhalt des Wood Quay ein.
Bei den Unterhauswahlen 1973 kandidierte er im Wahlkreis Dublin North Central erneut und trat auf der Wahlliste mit seinem geänderten Namen auf.
1974 wurde er erstmals zum Mitglied des Stadtrates von Dublin (Dublin City Council) gewählt und gehörte diesem die nächsten 25 Jahre bis 1999 an. Am 18. Juni 1979 kandidierte er für das Amt des Oberbürgermeisters von Dublin, allerdings erreichte er nur 4 Stimmen und unterlag damit Eugene Timmons, der 13 Stimmen erhielt, sowie William Cumiskey, der mit 27 Stimmen zum Lord Mayor gewählt wurde.
Bei den Wahlen 1981 wurde er schließlich zum Abgeordneten (Teachta Dála) des Unterhauses (Dáil Éireann) gewählt und vertrat dort die Interessen des Wahlkreises Dublin North East. Es gelang ihm jedoch nicht, sein Parlamentsmandat bei den kurz darauf stattfindenden vorgezogenen Wahlen im Februar 1982 zu verteidigen, obwohl er nicht nur im Wahlkreis Dublin North East, sondern auch in Dublin North Central kandidierte. Gleichwohl kandidierte er bis 1997 immer wieder ohne Erfolg für einen Sitz im Dáil Éireann.
Als Nachfolger von John Gormley wurde er 1995 für eine einjährige Wahlperiode Oberbürgermeister von Dublin.
1999 begründete er Dublin Bay Watch, einen Verein zum Schutz der Dublin Bay.